# Laephotis angolensis
Laephotis angolensis là một loài động vật có vú trong họ Dơi muỗi, bộ Dơi. Loài này được Monard mô tả năm 1935.